# Ōno (Gifu)
Ōno (大野町 Ōno-chō?) es un pueblo localizado en la prefectura de Gifu, Japón. En octubre de 2019 tenía una población estimada de 22.601 habitantes y una densidad de población de 661 personas por km². Su área total es de 34,20 km².

## Geografía

### Localidades circundantes
- Prefectura de Gifu
  - Gōdo
  - Ibigawa
  - Ikeda
  - Mizuho
  - Motosu

## Demografía
Según los datos del censo japonés, esta es la población de Ōno en los últimos años.
| 1995   | 2000   | 2005   | 2010   | 2015   |
| ------ | ------ | ------ | ------ | ------ |
| 22.079 | 23.071 | 23.788 | 23.859 | 23.453 |